# 皮埃尔·帕西
皮埃尔·帕西（1945年11月23日—）是刚果共和国政治家、外交家，1999年—2008年间担任刚果共和国驻华大使并在北京兼任驻多国大使，现任刚果共和国宪法法院副院长。

## 生平
1945年皮埃尔·帕西出生于法属赤道非洲锡比提境内一个名为马康达（Makanda）的村庄，1953年—1960年间先后在锡比提米兰巴小学（Ecole élémentaire de Mulimba Sibiti）和锡比提地区学校（Ecole régionale de Sibiti）就学。1960年，帕西升入赖蒙·佩勒·德·多利西师范学院（Collège Normal Raymond paillet de Dolisie），4年后转入布拉柴维尔师范学校（Cours Normal de Brazzaville）。
1965年起，帕西在刚果各地的学校担任校长，1970年起，帕西担任了刚果共和国政府以及国际机构部分职务，1981年至1984年间，帕西进入法国格勒诺布尔第二大学社会人文学院就读，1985年回国后开始担任刚果政府部门、国民议会等机构的要职。1997年刚果共和国内战结束后，帕西被重新掌权的德尼·萨苏-恩格索任命为鱼类和渔业资源部长。
1999年7月15日，被任命为刚果共和国驻华大使的皮埃尔·帕西抵达北京，于21日向时任中华人民共和国国家主席江泽民递交了国书。1999年12月16日，帕西被任命为驻朝鲜民主主义人民共和国大使（常驻北京，下同），在平壤向朝鲜名义上的国家元首金永南递交了国书，此后又先后兼任了驻越南、泰国、韩国、日本、印度、柬埔寨、新加坡和马来西亚大使，直至2008年5月31日他的驻华大使任期结束。
2007年6月，皮埃尔·帕西投身议会选举，代表刚果劳动党参加莱库穆省马耶耶选区的选举并成功当选，9月，帕西被任命为国会外交与合作委员会（commission Affaires Etrangères Et Coopération à l’Assemblée nationale）主席，并辞去他在中国的外交职务。2011年7月，帕西在刚果劳动党第六届特别代表大会上当选政治局委员。
在2012年的议会选举中，帕西败给了2007年被他击败的对手西蒙·姆富图（Simon Mfoutou），并失去了马耶耶选区议员的身份。2012年9月，帕西被任命为宪法法院副院长，于10月18日宣誓就职。

## 个人生活与荣誉
皮埃尔·帕西已婚，育有8个子女。2002年8月15日获授骑士级刚果功勋勋章，2004年7月7日获授骑士级刚果奉献勋章（Ordre du Dévouement Congolais），2010年8月14日获授指挥官级刚果功勋勋章。